# Hiraea cuiabensis
Hiraea cuiabensis là một loài thực vật có hoa trong họ Malpighiaceae. Loài này được (Griseb.) Griseb. mô tả khoa học đầu tiên năm 1858.